# Bernardino Rocci
Bernardino Rocci (ur. 21 sierpnia 1627 w Rzymie, zm. 2 listopada 1680 we Frascati) – włoski kardynał.

## Życiorys
Urodził się 21 sierpnia 1627 roku w Rzymie, jako syn Antonia Rocciego i Pulcherii Maffei. Po studiach uzyskał doktorat utroque iure, a następnie zostałczłonkiem inkwizycji rzymskiej, Penitencjarii Apostolskiej i referendarzem Trybunału Obojga Sygnatur. W 1665 roku został nuncjuszem w Neapolu, a po trzech latach – prefektem Pałacu Apostolskiego. 9 kwietnia 1668 roku został wybrany tytularnym arcybiskupem Damaszku, a trzynaście dni później przyjął sakrę. Jednocześnie został asystentem Trony Papieskiego. 27 maja 1675 roku został kreowany kardynałem prezbiterem i otrzymał kościół tytularny Santo Stefano al Monte Celio. Rok później został arcybiskupem ad personam Orvieto. Zmarł 2 listopada 1680 roku we Frascati.